# 黃景峩
黄景峩（1561年—1608年），號淳阳，浙江宁波府鄞縣人，明朝政治人物。

## 生平
万历七年（1589年）己卯科浙江乡试第二十六名舉人，三十二年（1604年）甲辰科进士，吏部觀政，初授刑部主事，奉命到江南审决，三十六年升湖廣司员外，同年去世。

## 家族
祖父黄綬，字汝文，号东湖，正德九年进士，官山东按察僉事。弟黄景章，万历丁未進士，官至應天府府尹。